# L'illa de Maians
|  | Aquest article tracta sobre el llibre de Quim Monzó. Vegeu-ne altres significats a «Maians (illa)». |

L'illa de Maians és una obra que reuneix catorze contes de l'escriptor Quim Monzó. Està estructurada en tres parts. La primera (Carrer dels dies feiners) aplega "Barcelona", "Casa amb jardí", "Filologia", "Febre", "No tinc res per posar-me" i "Ferrocarril". La segona (A handkerchief or neckerchief of soft twilled silk) reuneix "La filantropia del mobiliari", "Literatura rural" i "El segrest". La tercera (La Casa de la Estilográfica) inclou "Halitosi", "Porc bullit amb salsa de rave", "No n'estigui tan segur", "Anís del Mono" i "La qualitat i la quantitat".
Va ser publicada l'any 1985 a Quaderns Crema i el 1986 va aconseguir el Premi Crítica Serra d'Or de Literatura i Assaig.

## Traduccions
L'illa de Maians ha estat traduït a l'espanyol (La isla de Maians, Editorial Anagrama, Barcelona), a l'alemany (Die Aktentasche, Frankfurter Verlagsanstalt, Frankfurt), al francès (L'île de Maians, Éditions Jacqueline Chambon, Nimes), al rus (Oстров Mаянс, Strategia, Moscou), i al suec (Huset med reservoarpennan, Alfabeta Bokförlag Ab, Estocolm).